# Eutypa lata
Eutypa lata è un fungo ascomicete (anamorfo: Libertella blepharis) responsabile dell’eutipiosi, una malattia della vite e di altre piante legnose. I sintomi si manifestano fin dalle prime fasi vegetative con indebolimento e deformazione di germogli e foglie. L'infezione progredisce fino a portare la pianta alla morte entro 3-4 anni.

## Ospiti e distribuzione geografica
Eutypa lata può colpire almeno 88 specie di dicotiledoni legnose ed arbustive presenti nei climi temperati e mediterranei in tutto il mondo. 
Oltre che su vite i suoi danni possono essere consistenti su albicocco e ribes. È stata segnalata in Australia, Nuova Zelanda, Canada, Stati Uniti, Messico, Brasile, Israele, Libia, Sudafrica e in molti stati europei.

## Epidemiologia e biologia
La conservazione dell'inoculo durante il periodo invernale è data dalle ascospore prodotte dai periteci conservati nello stroma fungino presente sul legno morto e sulle piante ospiti (la formazione dei periteci è molto più comune su albicocco che su vite). I periteci, che si sviluppano solo se la piovosità annua raggiunge almeno i 350 mm, possono conservarsi fertili anche per più di 5 anni.
In seguito a piogge le ascospore vengono liberate e, trasportate dal vento, possono giungere a distanze anche di 60 km e rimanere vitali fino a due mesi dal rilascio. Possono germinare a temperature comprese tra 1 e 45 °C, con un optimum termico di 22 – 25 °C.
Sulla superficie dei tessuti colpiti il fungo può produrre anche fruttificazioni asessuate di tipo picnidico. In presenza di umidità relativa sufficiente i picnidi emettono dei cirri di colore giallo – aranciato. Tali cirri, sotto forma di filamenti gelatinosi, contengono un gran numero di conidi.
La funzione dei conidi è sconosciuta in quanto non manifestano potere infettivo e non sono in grado di germinare né in acqua né in substrati artificiali.
Eutypa lata può penetrare nei tessuti dell'ospite soltanto attraverso una ferita, tramite i tessuti vascolari; per tale motivo la malattia è più frequente su alberi e arbusti sottoposti a potatura regolare come la vite e le specie ornamentali impiegate per la costituzione di siepi.
Le ferite più vecchie (2-4 settimane dopo la potatura) non sono più infettabili, in quanto colonizzate da microrganismi saprofiti antagonisti.

## Sintomi

### Albicocco
Su albicocco i sintomi appaiono verso metà estate e si manifestano con il rapido collasso di alcune branche. Le foglie appassiscono e muoiono molto rapidamente e rimangono attaccate al ramo; in genere non si osservano le pesanti deformazioni del lembo comuni in caso di attacchi su vite.
Esaminando la base delle branche più gravemente colpite si può osservare la formazione di un cancro che può produrre un'abbondante gommosi ben visibile all'esterno. Spesso i sintomi partono da ferite preesistenti.
Dopo qualche anno il fungo conduce la pianta alla morte.

### Vite
In genere i sintomi su vite non appaiono su piante di età inferiore ai 6 anni. 
I ceppi colpiti presentano internodi corti, con i tralci primaverili ridotti e stentati. Tagliando longitudinalmente un tralcio malato si osservano delle necrosi che si approfondiscono fino ad interessare il legno più vecchio. I tessuti necrotici, di consistenza dura, assumono colorazione da bruno - grigio a bruno violetto, a seconda del vitigno. La necrosi tende a svilupparsi lungo il tronco e a raggiungere il portainnesto. I sintomi più evidenti si osservano in primavera sui tralci di 20 – 40 cm.
Le foglie hanno dimensioni ridotte, appaiono clorotiche, deformate, accartocciate e frastagliate. In alcuni casi possono presentare necrosi marginali che evolvono in disseccamento e filloptosi.
I grappoli si presentano di aspetto normale fino alla fioritura quando possono andare incontro a colatura o completo disseccamento. Gli acini non si sviluppano o rimangono di dimensioni ridotte con conseguente scarsa produzione.
L'evoluzione dell'eutipiosi è abbastanza lenta; i sintomi sulla parte erbacea si manifestano solo quando i tessuti legnosi sono già seriamente compromessi. Solitamente la morte della pianta sopraggiunge nel giro di 2 – 4 anni.

## Descrizione
Lo stroma è nerastro, di forma irregolare, infossato nel legno decorticato ed è composto da un insieme di tessuti fungini e dell'ospite. Sulla sua superficie sono distribuiti, irregolarmente e in un unico strato, i periteci.
I periteci, dal diametro di 0,5 mm, contengono un elevato numero di aschi, di forma cilindro – claviforme di 30 - 60 x 5 - 7,5 µm dotati di un pedicello apicale lungo 60 – 130 µm condi un'invaginazione in cima. Ogni asco contiene 8 ascospore subialine e dalla dimensione di 7 – 11 x 1,5 – 2 µm.
I conidi, prodotti in grande numero, sono filiformi, ialini, diritti o ricurvi, e misurano 20-45 x 0.8-1.5 µm.
In alcuni casi i conidi vengono prodotti direttamente dalle ife.

## Difesa
La lotta si basa essenzialmente sulla distruzione tramite bruciatura delle porzioni di legno di 3 o più anni mostranti sintomi di disseccamento, in quanto su di esse si possono differenziare i periteci del fungo. Se i sintomi si manifestano alla base della pianta, va estirpata per evitare il propagarsi dell'infezione.
È inoltre consigliabile irrorare accuratamente le superfici di taglio con soluzioni all'1% di derivati benzimidazolici. Tale intervento deve essere eseguito entro 24 ore dalla potatura.